# Vetőagyag
A vetőagyag törési zónában diszlokációs metamorf hatásra kialakult, nem cementált, finom-ultrafinom szemcsés, gyakran foliált, metamorf kőzet. Rendszerint olyan agyagásványokban gazdag, melyek a mellékkőzet kémiai átalakulása révén képződtek, vagy agyag-, illetve csillámgazdag üledékből származnak. Az agyagos kőzettestben elszórtan változatos méretű törmelékdarabok fordulnak elő.

## Rokon kőzetek
vetőbreccsa, milonit, kataklázit, pszeudotachylit